# مالی بوگراد (باچکا توپولا)
مالی بوگراد (به صربی: Mali Beograd) یک منطقهٔ مسکونی در صربستان است که در Bačka Topola Municipality واقع شده‌است. مالی بوگراد ۴۵۶ نفر جمعیت دارد و ۱۰۸ متر بالاتر از سطح دریا واقع شده‌است.